# Moussey (Aube)
Pour les articles homonymes, voir Moussey.
Moussey est une commune française située dans le département de l'Aube, en région Grand Est.

## Géographie
| Saint-Léger-près-Troyes |              | Buchères       |
| Saint-Pouange           | Moussey      | Saint-Thibault |
|                         | Villemereuil | Isle-Aumont    |

### Hydrographie
La commune est dans la région hydrographique « la Seine de sa source au confluent de l'Oise (exclu) » au sein du bassin Seine-Normandie. Elle est drainée par la Mogne, l'Hozain, le canal 01 du Château de Villebertin, le cours d'eau 01 de la Planche, le Fossé 01 des Plantes et le Roset,.
La Mogne, d'une longueur de 17 km, prend sa source dans la commune de Crésantignes et se jette  dans l'Hozain à Isle-Aumont, après avoir traversé 13 communes.

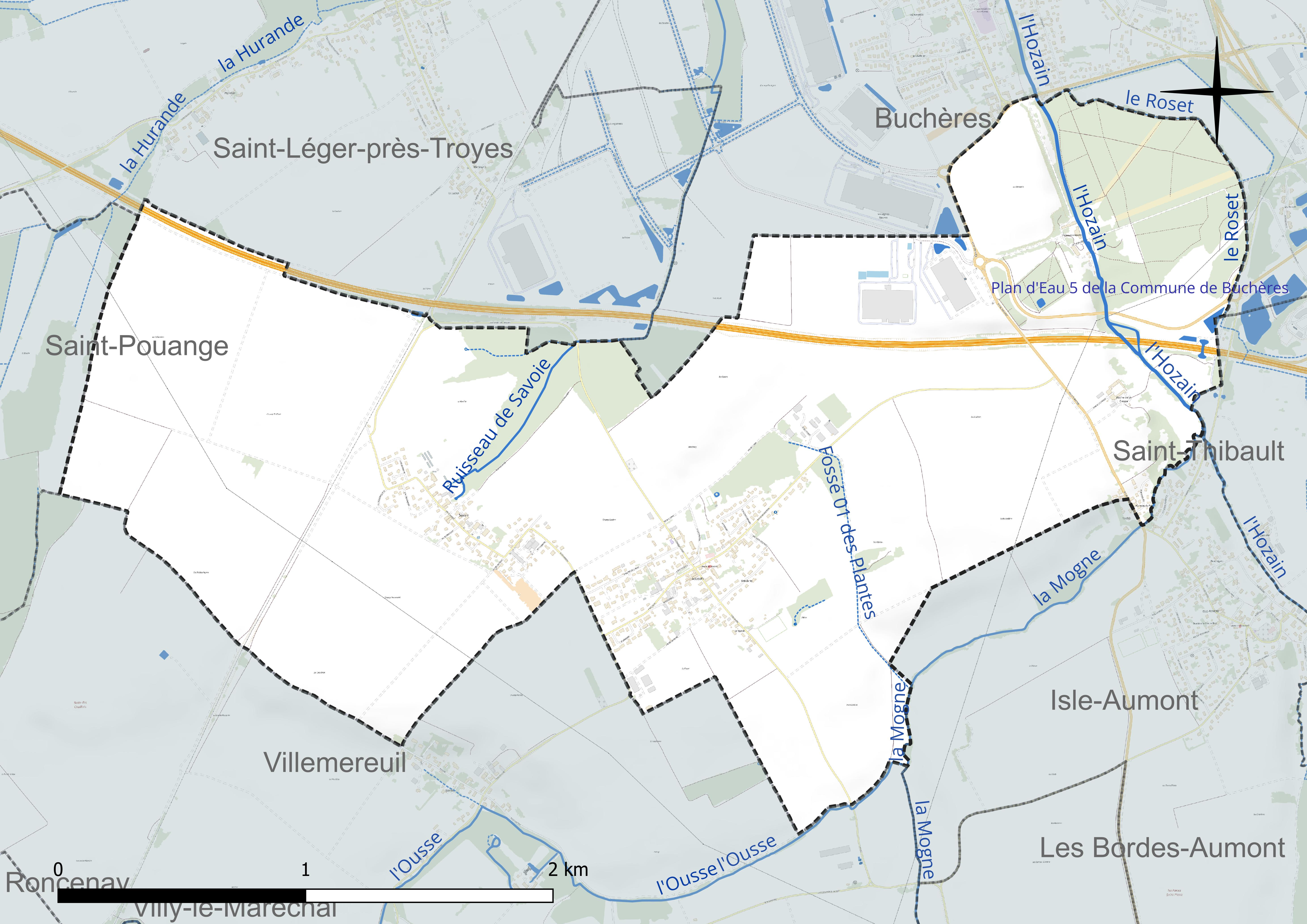
Réseau hydrographique de Moussey.

L'Hozain, d'une longueur de 25 km, prend sa source dans la commune de Lantages et se jette  dans la Seine à Bréviandes, après avoir traversé douze communes.

### Climat
Pour des articles plus généraux, voir Climat du Grand Est et Climat de l'Aube.
En 2010, le climat de la commune est de type climat océanique dégradé des plaines du Centre et du Nord, selon une étude du Centre national de la recherche scientifique s'appuyant sur une série de données couvrant la période 1971-2000. En 2020, Météo-France publie une typologie des climats de la France métropolitaine dans laquelle la commune est exposée à un climat océanique altéré et est dans la région climatique Lorraine, plateau de Langres, Morvan, caractérisée par un hiver rude (1,5 °C), des vents modérés et des brouillards fréquents en automne et hiver.
Pour la période 1971-2000, la température annuelle moyenne est de 10,6 °C, avec une amplitude thermique annuelle de 15,7 °C. Le cumul annuel moyen de précipitations est de 715 mm, avec 11,6 jours de précipitations en janvier et 7,8 jours en juillet. Pour la période 1991-2020, la température moyenne annuelle observée sur la station météorologique de Météo-France la plus proche, « Saint-Pouange », sur la commune de Saint-Pouange à 4 km à vol d'oiseau, est de 11,5 °C et le cumul annuel moyen de précipitations est de 707,5 mm. 
La température maximale relevée sur cette station est de 42,2 °C, atteinte le 24 juillet 2019 ; la température minimale est de −21 °C, atteinte le 9 janvier 1985,,.
Les paramètres climatiques de la commune ont été estimés pour le milieu du siècle (2041-2070) selon différents scénarios d'émission de gaz à effet de serre à partir des nouvelles projections climatiques de référence DRIAS-2020. Ils sont consultables sur un site dédié publié par Météo-France en novembre 2022.

## Urbanisme

### Typologie
Au 1er janvier 2024, Moussey est catégorisée commune rurale à habitat dispersé, selon la nouvelle grille communale de densité à 7 niveaux définie par l'Insee en 2022.
Elle est située hors unité urbaine. Par ailleurs la commune fait partie de l'aire d'attraction de Troyes, dont elle est une commune de la couronne,. Cette aire, qui regroupe 209 communes, est catégorisée dans les aires de 200 000 à moins de 700 000 habitants,.

### Occupation des sols
L'occupation des sols de la commune, telle qu'elle ressort de la base de données européenne d’occupation biophysique des sols Corine Land Cover (CLC), est marquée par l'importance des territoires agricoles (81,8 % en 2018), en diminution par rapport à 1990 (83,3 %). La répartition détaillée en 2018 est la suivante : 
terres arables (78,7 %), forêts (10,2 %), zones urbanisées (7,9 %), prairies (2,8 %), zones agricoles hétérogènes (0,3 %), zones industrielles ou commerciales et réseaux de communication (0,2 %). L'évolution de l’occupation des sols de la commune et de ses infrastructures peut être observée sur les différentes représentations cartographiques du territoire : la carte de Cassini (XVIIIe siècle), la carte d'état-major (1820-1866) et les cartes ou photos aériennes de l'IGN pour la période actuelle (1950 à aujourd'hui).

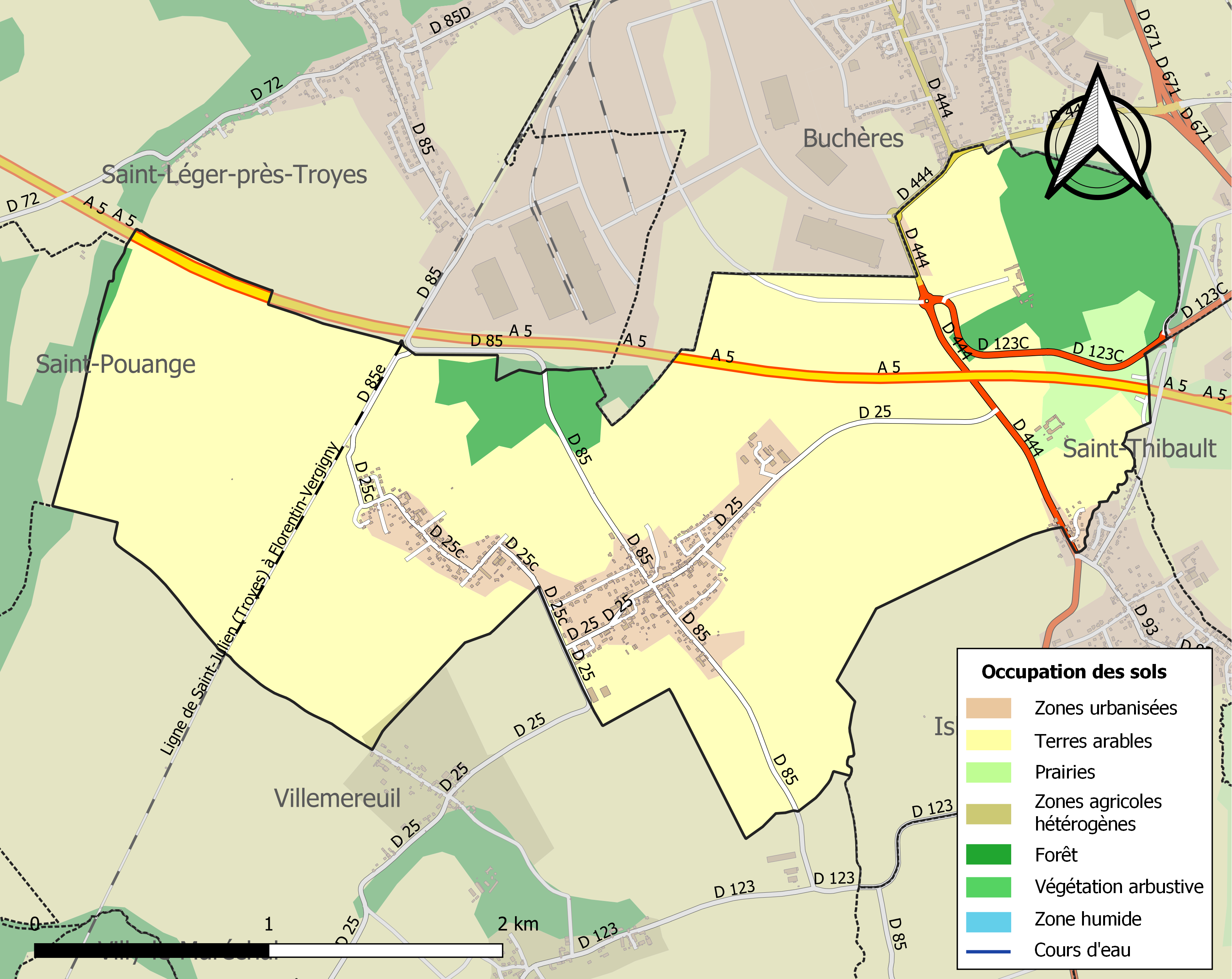
Carte des infrastructures et de l'occupation des sols de la commune en 2018 (CLC).

## Histoire
Il est des personnes qui portaient le nom de Moussey au XIe siècle sans qu'il soit possible de dire s'ils avaient tout ou partie du fief. Par contre, Gautier cité en 1172 et son fils Hervé rendaient hommage au châtelain de l'Isle pour le fief de Moussey. Il faut aussi citer les seigneurs du nom de Mesgrigny, de Villebertin qui avaient une chapelle en l'église et des sépultures autour de la croix du cimetière. Louis-Marie, marquis de Mesgrigny, était à ce titre aussi seigneur de Moussey qui décédait en 1795.
En 1789, Moussey dépendait de l'intendance et de la généralité de Châlons, du bailliage et de l'élection de Troyes.

### Plaisance
Ancien fief qui dépendait de Villebertin et donc arrière fief de L'Isle.

### Savoie
Elle était une commune indépendante et fut réunie à celle de Moussey en l'an III.

### Villebertin
Fief qui était au territoire de Moussey. Il est cité depuis 1250, il eut comme seigneur les Villehardouin qui fondèrent la branche Lézinnes. Le fief entrait par mariage avec la famille Châtillon par Errard. Hierosme de Mesgrigny, écuyer, est seigneur de Villebertain et de Moussey demeure à Troyes en 1630. Pierre-François de Mesgrigny, comte de Villebertin, le possédait en 1789.
Le château est de 1776 était l'un des plus importants de la région de Tioyes, bâti sur les bords de l'Hozin, il avait une chapelle depuis 1761.

## Politique et administration
| Période   | Période   | Identité                                       | Étiquette | Qualité     |
| --------- | --------- | ---------------------------------------------- | --------- | ----------- |
| mars 2001 | mars 2008 | M. Claude Degois                               |           |             |
| mars 2008 | En cours  | M. Bruno Farine Réélu pour le mandat 2020-2026 | DVD       | Agriculteur |

## Démographie
L'évolution du nombre d'habitants est connue à travers les recensements de la population effectués dans la commune depuis 1793. Pour les communes de moins de 10 000 habitants, une enquête de recensement portant sur toute la population est réalisée tous les cinq ans, les populations de référence des années intermédiaires étant quant à elles estimées par interpolation ou extrapolation. Pour la commune, le premier recensement exhaustif entrant dans le cadre du nouveau dispositif a été réalisé en 2004.

En 2022, la commune comptait 661 habitants, en évolution de +3,93 % par rapport à 2016 (Aube : +0,7 %, France hors Mayotte : +2,11 %).
| 1793 | 1800 | 1806 | 1821 | 1831 | 1836 | 1841 | 1846 | 1851 |
| ---- | ---- | ---- | ---- | ---- | ---- | ---- | ---- | ---- |
| 229  | 321  | 363  | 291  | 355  | 368  | 369  | 390  | 384  |

| 1856 | 1861 | 1866 | 1872 | 1876 | 1881 | 1886 | 1891 | 1896 |
| ---- | ---- | ---- | ---- | ---- | ---- | ---- | ---- | ---- |
| 368  | 346  | 345  | 320  | 288  | 289  | 284  | 288  | 276  |

| 1901 | 1906 | 1911 | 1921 | 1926 | 1931 | 1936 | 1946 | 1954 |
| ---- | ---- | ---- | ---- | ---- | ---- | ---- | ---- | ---- |
| 274  | 274  | 265  | 229  | 230  | 253  | 246  | 253  | 285  |

| 1962 | 1968 | 1975 | 1982 | 1990 | 1999 | 2004 | 2006 | 2009 |
| ---- | ---- | ---- | ---- | ---- | ---- | ---- | ---- | ---- |
| 300  | 271  | 277  | 411  | 398  | 399  | 434  | 471  | 545  |

| 2014 | 2019 | 2022 | - | - | - | - | - | - |
| ---- | ---- | ---- | - | - | - | - | - | - |
| 615  | 643  | 661  | - | - | - | - | - | - |

## Lieux et monuments
- Église Saint-Martin de Moussey, de style roman, inscrite à l'inventaire supplémentaire des monuments historiques le 7 mai 1926[25].

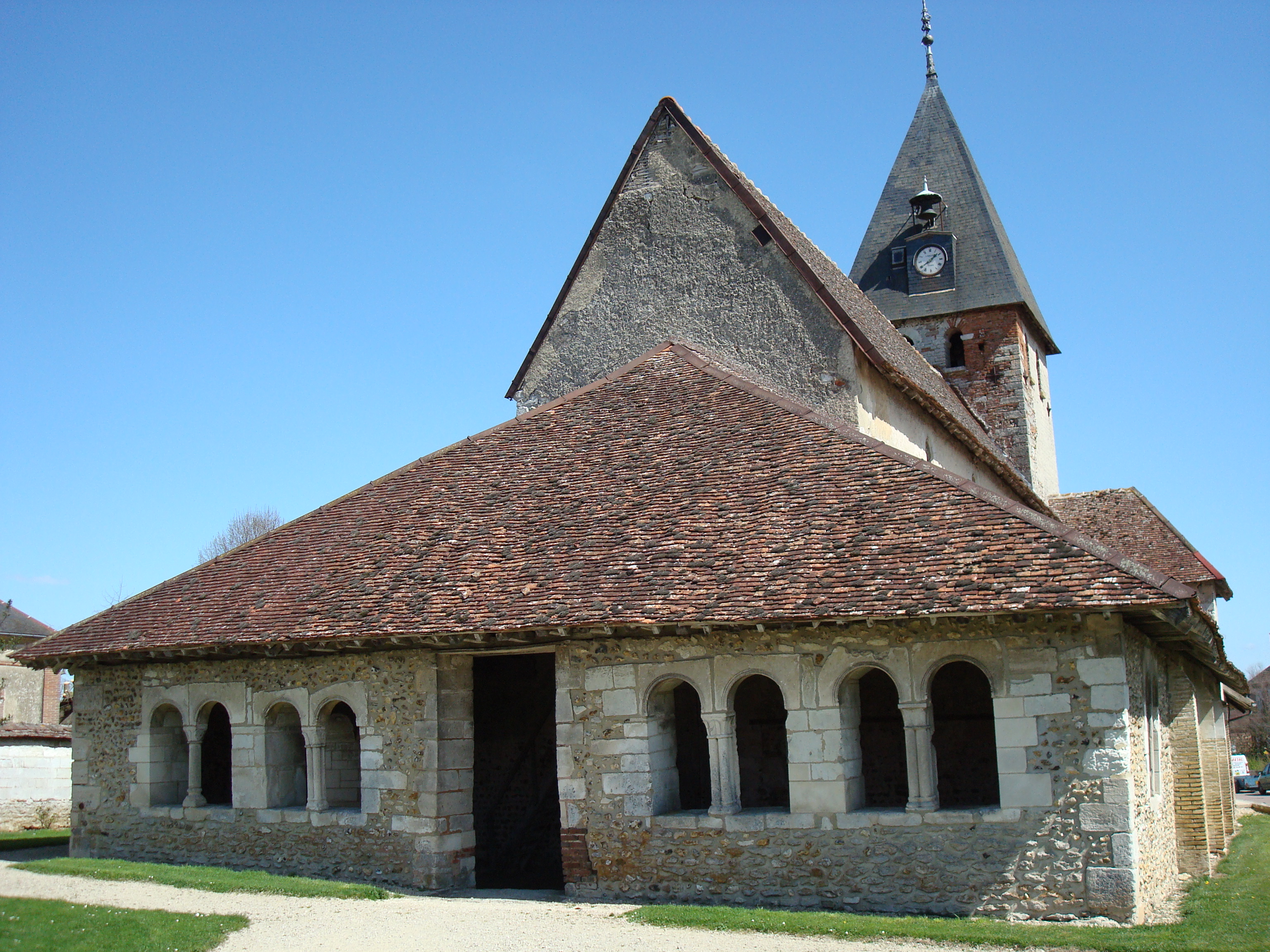
L'église vue de l'ouest.
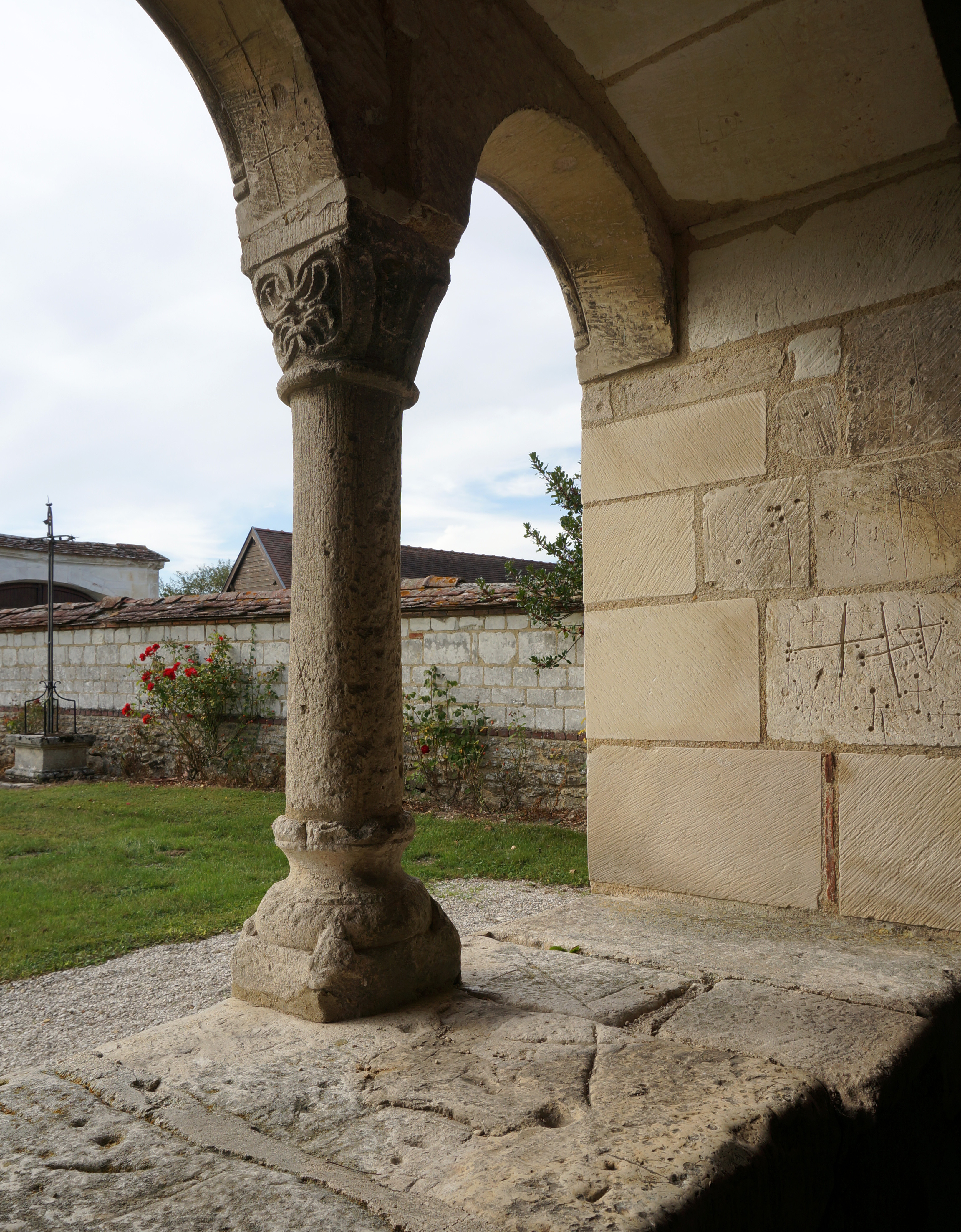
Chapiteau du porche.
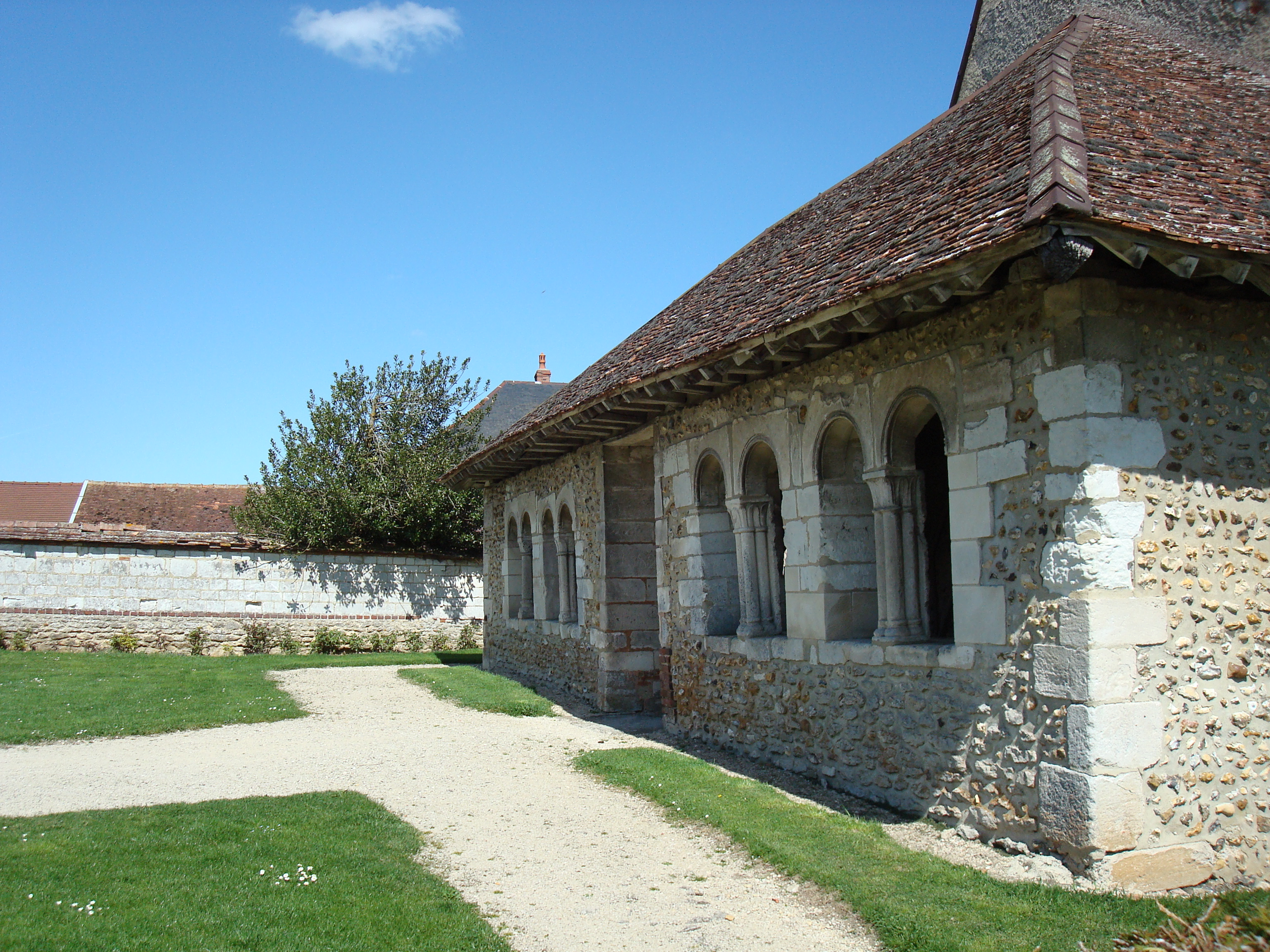
Porche de l'église Saint-Martin.
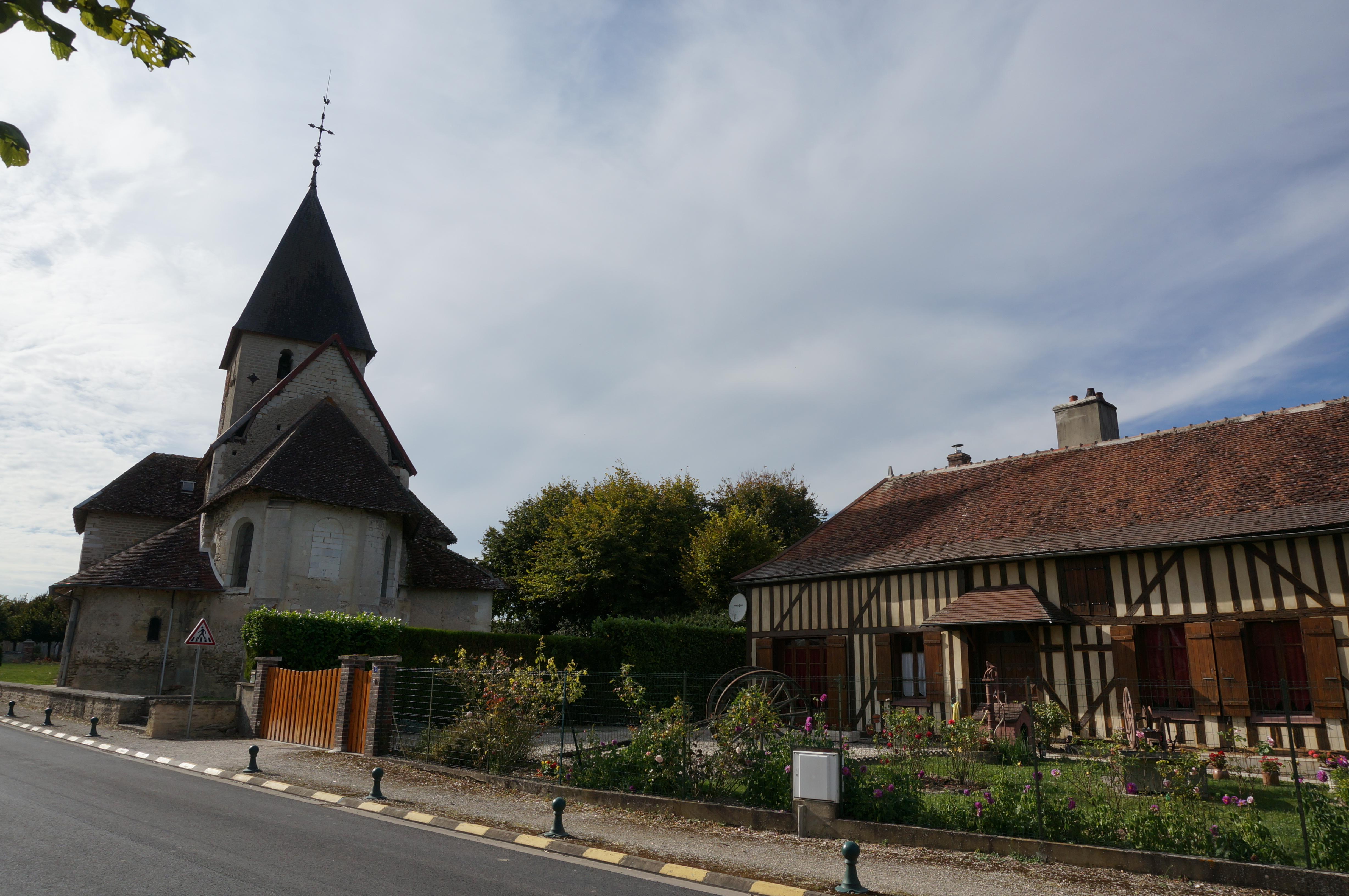
Façade est de l'église.

## Personnalités liées à la commune
- Louis-Marie de Villebertain de Mesgrigny (1744-1842), homme politique né à Moussey, député de la noblesse aux états généraux de 1789.
- Alexandre-Claude Payn (1760-1822), avocat et homme politique né à Moussey, député à la Chambre des Cent-Jours, maire de Troyes.

## Héraldique
| Blason de Moussey | Blason  | Parti : au 1er de sinople à la fasce ondée d'argent et à l'épée renversée d'or brochant sur le tout, au 2e d'argent au lion de sable, couronné, armé et lampassé d'or, au chef d'azur à la face d'argent côtoyée de deux doubles burelles potencées et contre-potencées d'or. |
| Blason de Moussey | Détails | Le statut officiel du blason reste à déterminer. |